# ديفيد بيل (فيلسوف)
ديفيد بيل (بالإنجليزية: David Bell)‏ هو فيلسوف بريطاني، ولد في 1947.